# Challa

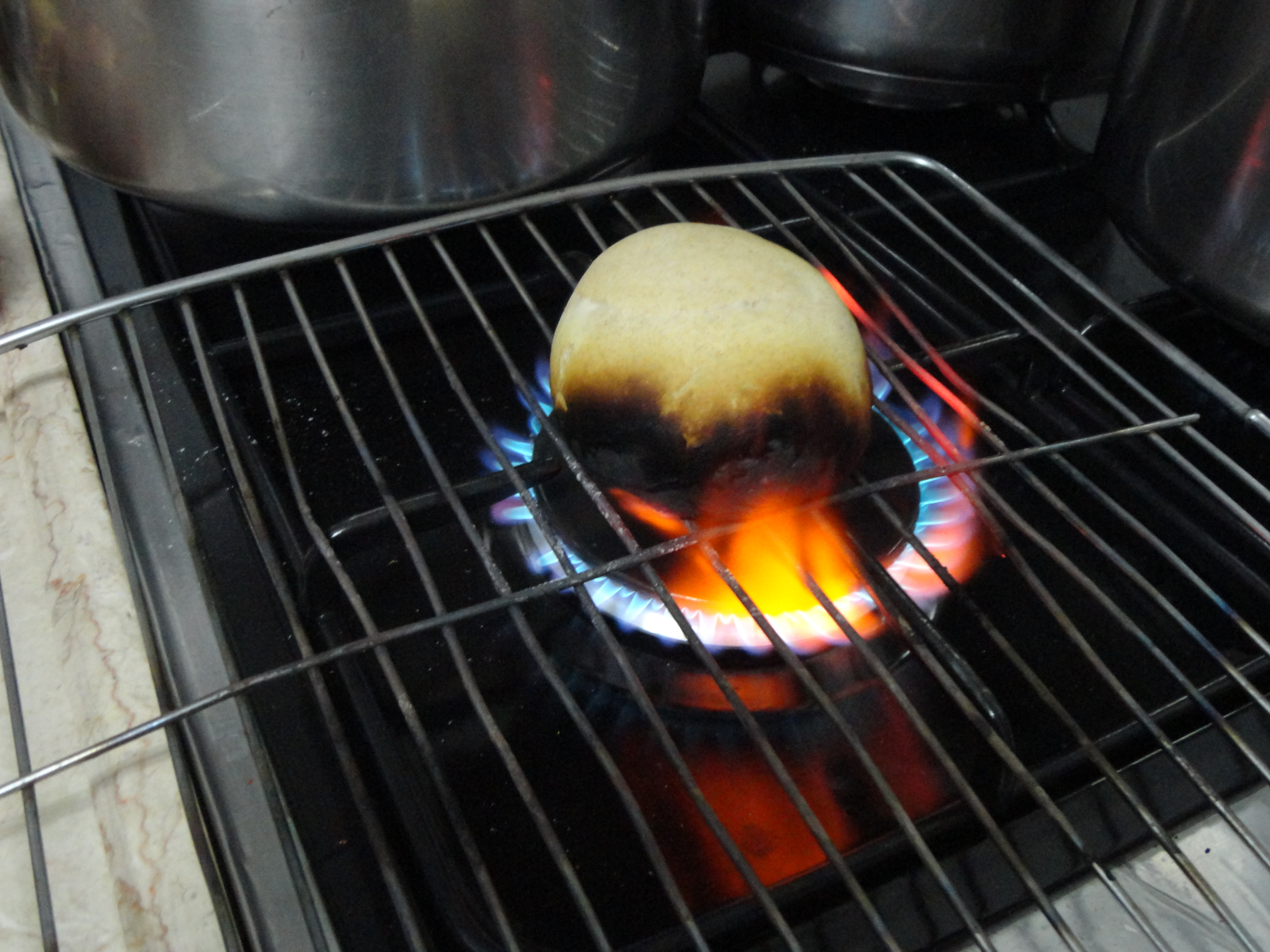
Palenie części ciasta (challa)

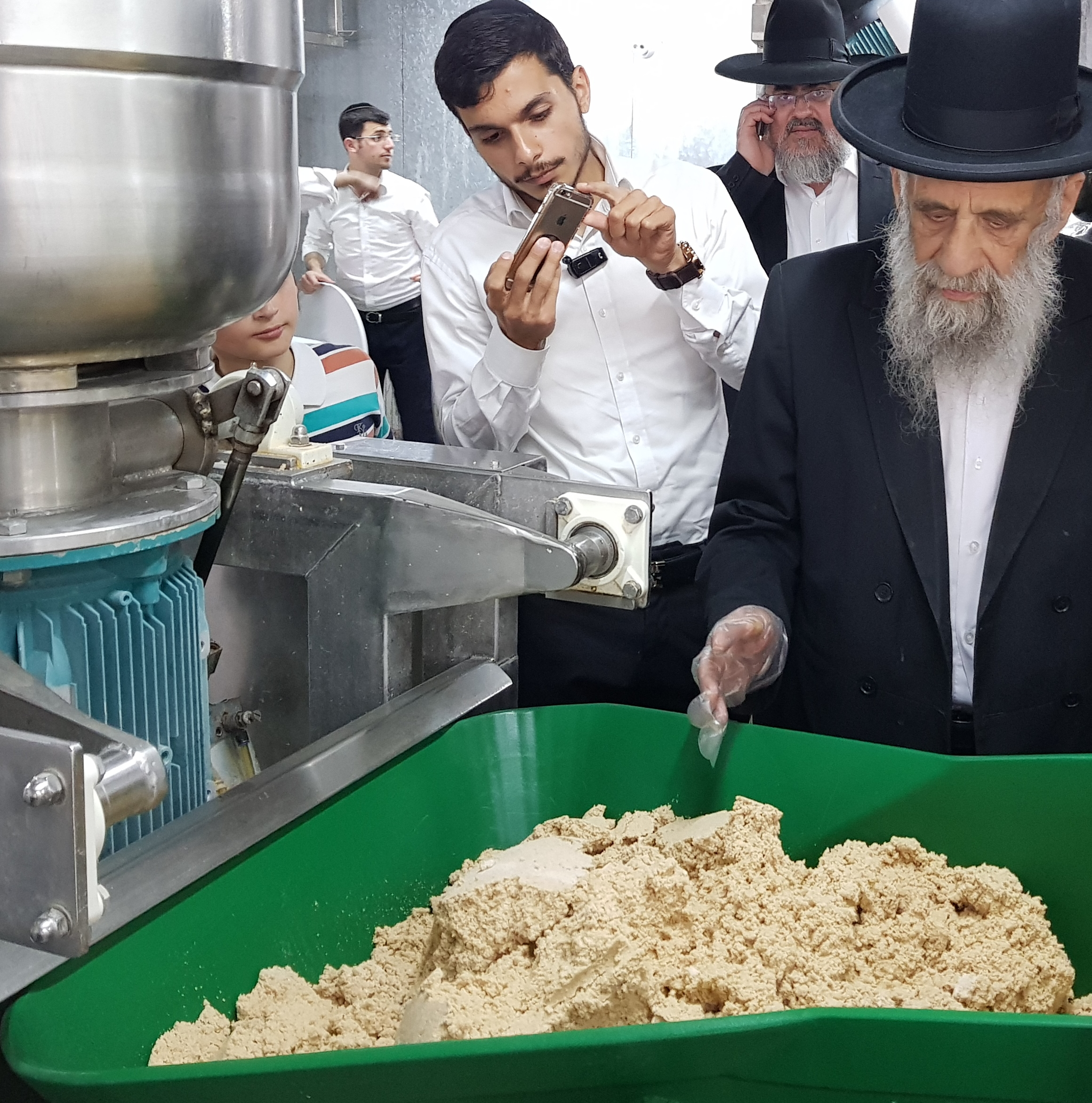
Rytuał oddzielania ciasta w fabryce macy

Challa (hebr. ‏חלה‎, „ciasto”;  jid. chałe) – w judaizmie część ciasta, która zgodnie z opisanym w Księdze Liczb (Lb 15,18–21) prawem religijnym powinna być odmierzona i darowana kapłanom. Obowiązek ten spoczywał na osobie, która była właścicielem danego ciasta. Przepis obowiązywał żyda wypiekającego chleb dla innowierców, ale ciasto nabywane (kupowane lub otrzymane) przez niego od nie-żyda nie podlegało tej regulacji. Pierwotnie prawo dotyczące challa było stosowane wyłącznie w Erec Jisrael, ale przepis został rozszerzony na wiernych żyjących w diasporze.
W okresie po zburzeniu Drugiej Świątyni Jerozolimskiej przekazywanie takiej ofiary na rzecz działającej w niej wcześniej kapłanów nie było już możliwe, więc zgodnie z decyzją rabinów tradycyjnie oddzielana część była przez wiernych palona, bowiem zasady czystości rytualnej nie pozwalały na zjedzenie takiej części ciasta. Obowiązek dopilnowania stosowania się do tego przepisu podczas przygotowań do szabatu spadał na gospodynię, która dane pieczywo przygotowywała.
Obowiązek oddzielania części ciasta na pieczywo szabatowe – challot (hebr. ‏חַלָּה‎), chałka – jest kultywowany, szczególnie w judaizmie ortodoksyjnym, w którym zalicza się go do grupy trzech micw, o których powinna pamiętać pobożna żydówka (obok wymogu związanego z oddzieleniem i spaleniem części ciasta należy do niej kwestia zachowania czystości rytualnej podczas menstruacji oraz zapalania świec szabatowych).
Challa jest także tytułem dziewiątego traktatu Miszny w porządku Zeraim. Traktat ten jest zbiorem przepisów związanym ze składaniem ofiary z pierwocin ciasta. Opisuje też sposób rytualnego przygotowywania chał, precyzuje jaką mąkę i w jakiej ilości należy użyć.